# 過剰
| ウィキペディアには「過剰」という見出しの百科事典記事はありません（タイトルに「過剰」を含むページの一覧/「過剰」で始まるページの一覧）。 代わりにウィクショナリーのページ「過剰」が役に立つかもしれません。 |